# Pterygoneurum lamellatum
Pterygoneurum lamellatum är en bladmossart som beskrevs av Juratzka 1882. Pterygoneurum lamellatum ingår i släktet Pterygoneurum och familjen Pottiaceae. Inga underarter finns listade i Catalogue of Life.